# Королевская андалузская школа верховой езды
Королевская андалузская школа конного искусства - (по-испански Real Escuela Andaluza del Arte Ecuestre ) — это учреждение в Херес-де-ла-Фронтера, Испания, посвященное сохранению наследственных способностей андалузской лошади, поддержанию классических традиций испанского барочного верхового искусства , подготовке лошадей и всадников для участия в международных соревнованиях по выездке, которое также обеспечивает обучение во всех аспектах верховой езды, каретного вождения, кузнечного дела, ухода и разведения лошадей, шорно-седельных работ, а также изготовления лошадиной упряжи и ухода за ней.
Королевская андалузская школа - это школа верховой езды, сравнимая с Испанской школой верховой езды в Вене, Австрия. Как и Испанская школа верховой езды, Королевская андалузская школа известна своими шоу "танцующих жеребцов" для туристов.

## Историческая справка
Школа известна во всем мире благодаря своему шоу под названием «Как танцуют андалузские лошади» - уникальной демонстрации верховой езды, которая одновременно показывает и подводит итог работе учреждения.
В мае 1973 года его величество король Хуан Карлос I - наследный принц Испании - наградил дона Альваро Домека Ромеро призом «Золотой конь» (Caballo de Oro) в Херес-де-ла-Фронтера. Это самый престижный конный трофей, ежегодно присуждаемый в Испании в знак признания преданности и работы, связанной с лошадями. В честь этой награды Альваро Домекк впервые представил свое шоу «Как танцуют андалузские лошади».
На начальном этапе Школа развивалась под личным руководством своего создателя. Позже Министерство информации и туризма решило взять на себя ответственность, купив «Recreo de Las Cadenas» у герцога Абрантиша. Архитектор Хосе Луис Пикардо построил арену, которая могла вместить до 1600 зрителей, и имела конюшню на 60 лошадей.
В 1982 году министерство передало руководство школой Правлению под надзором Совета провинции Кадис, что способствовало возобновлению работы школы на национальном и международном уровнях.
В 1983 году Правление выкупило Школу, и после открытого тендера должность технического директора была присуждена его создателю и основателю Д. Альваро Домеку Ромеро.
С 1986 года Правление превзошло даже самые оптимистичные ожидания, сумев удовлетворить все экономические, кадровые и технические потребности учреждения. Именно в этом году Школа приобрела конюшни Дона Педро Домека де ла Ривы, которые состояли из тридцати пяти лошадей испанской породы и замечательной коллекции из девятнадцати конных повозок и упряжи, некоторые из которых были созданы аж в 1730 году. Также были приобретены седла и вышитая одежда для лошадей и кучеров – все предметы невероятной исторической ценности.
В июне 1987 года Его Величество Король принял членов Руководящего совета в зале Сарсуэлы, приняв пост почетного президента и присвоив институту звание «Королевская школа». С 15 октября того же года их Величества король Хуан Карлос и королева София председательствовали на инаугурационных мероприятиях в Королевской ложе на арене Школы.

## Школа в наши дни
В июле 2003 года предыдущее Правление стало Фондом, получив таким образом больше юридических прав а также право привлекать частные финансы для будущего развития.
Хотя шоу «Как танцуют андалузские лошади» считается самым выразительным показателем работы Школы, существуют и другие аспекты, которые считаются также или даже более важными для учреждения.
Среди них его роль как социального и культурного инструмента для сохранения и обогащения конного наследия Испании, отбора и продвижения лошадей, обучения всадников Высшей школы, сохранения и продвижения классической и загородной выездки (Doma Vaquera), сохранения престижа конного спорта Испании, породы испанских лошадей, традиции и культуры страны. Кроме того, шоу позволяет Королевской школе принимать гостей конного мира в провинции Кадис и выступать в качестве послов за границей во время ежегодных поездок в другие страны.

## Шоу «Как танцуют андалузские лошади»
Шоу «Как танцуют андалузские лошади» представляет собой танец, вобравший себя элементы классической выездки, Doma Vaquera («ковбойская выездка») и верховой езды. Всадники одеты в исторические костюмы 18 века, и всё действо сопровождает традиционная испанская музыка.
Шоу изобилует элементами Высшей школы, и обычно включает в себя 6-8 разных постановок. Присутствуют боковые принимания, пассаж, пиаффе, испанский шаг, менка ног, левада, курбет, пезада – как под всадником, так и в руках.
Лошади выходят на манеж также и в упряжи, демонстрируя прекрасную подготовку, манежную езду, маневренность и ловкость.